# Szabados József (kanonok)
Szabados József (Szeged, 1818. március 17. – Magyarpécska, 1892. április 22.) bölcseleti doktor, plébános és tiszteletbeli kanonok.

## Élete
Felszenteltetett 1841. augusztus 11-én. Káplán volt, 1843-tól bölcseleti és teológiai tanár a püspöki líceumban. 1849-ben adminisztrátor Szászkabányán, 1864-ben plébános lett Battonyán, 1864-ben Apátfalván, 1876-ban Magyarpécskán, 1887-ben alesperes, 1881-ben tiszteletbeli kanonok.

## Munkái
- Oda, mellyel Reisinger Ker. János úr, midőn szent Iván hava 24-kén dücs nevének ünnepét ülné a másod évi bölcselkedőktől megtiszteltetett 1836. Szeged.
- Öröm-dall mellyel Nt. Tóth Ker. János ur, midőn szent Iván hava 24-én dücs neve ünnepét üllné a másod évi bölcselkedőktől megtiszteltetett. 1836. Uo.
- Egyházi beszéd, melyet 1849. márcz. 15., midőn uj alkotmányunk évünnepe tartatnék, Szegeden a Marstéren mondott. Uo. 1849.